# Billie Joe Armstrong
Billie Joe Armstrong (Oakland (Californië), 17 februari 1972) is de zanger, gitarist en frontman van de punkrockband Green Day.
In 1986 begon hij een bandje met bassist Mike Dirnt en drummer John Kiffmeyer, genaamd Sweet Children. In 1989 werd de naam van de band veranderd in Green Day. In 1990 verliet John de band, omdat hij ging studeren. Hij werd vervangen door Tré Cool, oftewel Frank Edwin Wright III. In juli 1994 trouwde Billie Joe Armstrong met Adrienne Nesser en in 1995 werd hun eerste kind Joseph (Joey) Marciano geboren, hij is overigens drummer van punkband SWMRS. In 1998 volgde het tweede kind Jakob Danger (gitarist en singer-songwriter).
Armstrong gebruikt al sinds zijn tiende jaar een Fender Stratocaster-duplicaat, bijgenaamd Blue. Hij had deze gekregen van zijn moeder. Velen beweren dat hij die had gekregen van zijn vader, maar die was toen al overleden. Armstrong heeft ondertussen al vele andere gitaren gehad. Naast gitaar bespeelt hij ook harmonica, mandoline, drumstel, piano en saxofoon.
Het lied Wake me up when september ends is opgedragen aan zijn vader, Andy Armstrong die overleed toen Billie Joe slechts 10 jaar oud was.
In 2005 is hij door het magazine Kerrang! uitgeroepen tot "Best geklede ster" en "Held van het jaar".

## Jeugd
Billie Joe Armstrong is geboren in Oakland, maar groeide op in het nabijgelegen Rodeo,(Californië).
Hij is de jongste uit een gezin van zes. Zijn vader Andrew Marciano Armstrong (1928-1982), een jazzmuzikant en vrachtwagenchauffeur, overleed aan slokdarmkanker toen Billie Joe 10 jaar oud was. Zijn moeder Ollie Jackson werkte als serveerster bij Rod's Hickory pit: een restaurant in El Cerrito, hier mochten Billie Joe en Mike Dirnt in 1987 hun eerste optreden geven. Billie Joe Armstrong is van Italiaanse afkomst aan vader's kant. Hij heeft hierdoor in 2018 het ereburgerschap van het dorp Viggiano,Basilcata: de plek waar zijn grootouders vandaan kwamen.
Armstrong ging naar Hillcrest Elementary School in Rodeo. Hier begon zijn interesse in muziek en gaf hij op vijfjarige leeftijd zijn eerste singletje Look for love uit.
Hij ontmoette op 10-jarige leeftijd Mike Pritchard op school en de twee werden vrienden. Zijn broers wekten later zijn interesse voor punkrock op. Hij werd sterk beïnvloed door de East Bay punkscene, maar Green Day noemde ook bands zoals Hüsker Dü, Van Halen, The Replacements, Operation Ivy, The Kinks, The Who, Cheap Trick en Ramones als grote invloeden.
Na Hillcrest Elementary ging Billie Joe naar Carquinez Middle School en vervolgens John Swett High School, beide in Crockett, later ging Armstrong naar Pinole Valley High School in Pinole. Op zijn 18de verjaardag (1990) verliet Armstrong school om voltijds muzikant te worden.

## Carrière

### Begin carrière (1987-1993)
In 1987 richtte Armstrong samen met zijn goede vriend Mike Pritchard (bijgenaamd Mike Dirnt) het bandje Sweet Children op. Dirnt en Armstrong speelden beide gitaar met Raj Punjabi op de drums en Sean Hughes als bassist. Later werd Punjabi vervangen door John Kiffmeyer (Al Sobrante). Na een aantal optredens verliet Sean Hughes de band in 1988 en Mike Dirnt nam zijn rol als bassist over: de groep ging met zijn drieën door. De band veranderde in april 1989 haar naam in Green Day, vanwege hun genegenheid richting cannabis.
In datzelfde jaar (1989) bracht de groep hun eerste EP 1,000 hours uit bij platenmaatschappij Lookout! Records. Ze namen in 1990 hun debuutalbum 39/Smooth op.
In 1990 deed Billie Joe Armstrong de zang en gitaar voor een aantal liedjes van het bandje The Lookouts, waar Tré Cool (Frank Edwin Wright III) de drummer van was. Tré Cool werd Green Day's drummer in het najaar van 1990 toen Al Sobrante de band verliet om te gaan studeren. Tré Cool debuteerde in 1991 als drummer op Green Day's tweede album: Kerplunk.
In 1991 ging Billie Joe Armstrong bij de band Pinhead Gunpowder, bestaande uit bassist Bill Schneider, drummer Aaron Cometbus en zangeres/gitarist Sarah Kirsch. Kirsch verliet de groep in 1992 en werd vervangen door Jason White (Green Day's latere tourgitarist). De groep heeft verschillende uitgebreide stukken en albums uitgebracht van 1991 tot heden en voert met tussenpozen live shows uit.
In 1993 speelde Armstrong meerdere malen met punkband Rancid. Frontman van Rancid Tim Armstrong heeft Billie Joe Armstrong gevraagd om bij de band te komen, maar dit aanbod heeft hij afgewezen door zijn succes met Green Day.

### Succes van Green Day, samenwerkingen en theaterproductie (1994-heden)
In 1994 brak Green Day door bij het grote publiek met hun derde album: Dookie. Hierop stonden hits zoals Basket Case, When I Come Around en Longview. Green Day is nog steeds een van de populairste rockbands van de jaren '90 en de 2000's met meer dan 60 miljoen verkochte platen.
In 1995 kwam hun vierde album Insomniac uit. Hierna kwam in 1997 Nimrod en in 2000 Warning.
Armstrong werkte samen met veel artiesten. Hij schreef mee aan The Go-Go's nummer "Unforgiven" uit 2001. Hij schreef ook nummers met Penelope Houston ("The Angel and The Jerk" en "New Day") en zong achtergrondzang met Melissa Auf der Maur op Ryan Adams' '"Do Miss America" (waar ze optraden als achtergrond band voor Iggy Pop op zijn album Skull Ring ("Private Hell" en "Supermarket"). Armstrong produceerde een album voor The Riverdales. Hij maakte deel uit van het Green Day-zijproject The Network van 2003 tot 2005. The Network bracht één album uit, Money Money uit 2003.
Om zijn hoofd vrij te maken en nieuwe inspiratie op te doen, vertrok Armstrong in 2003 een aantal weken alleen naar New York, hier huurde hij een kleine appartementje in de East Village in Manhattan. Hij nam vaak lange wandelingen en speelde vaak in de Hi-Fi bar in Manhattan. De vrienden die hij in die tijd maakte, dronken echter te veel naar zijn smaak, wat de aanleiding was voor de terugkeer van Armstrong naar de San Francisco Bay Area. Na thuiskomst werd Armstrong op 5 januari 2003 gearresteerd op beschuldiging van rijden onder invloed en op borgtocht van $ 1.200 vrijgelaten.
In 2004 kwam Green Day's album American Idiot uit, hun eerste rockopera met hits zoals American Idiot, Boulevard of Broken Dreams en Wake me Up When September Ends. Dit album was een groot succes met meer dan 15 miljoen verkochten exemplaren. In 2009 bracht Green Day hun tweede rockopera 21st Century Breakdown uit en ook dit album was een commercieel succes. Tussen deze twee projecten was Armstrong de leadzanger van het Green Day-zijproject Foxboro Hot Tubs, dat in 2007 werd opgericht en sindsdien met tussenpozen live shows heeft uitgevoerd. Foxboro Hot Tubs bracht in 2008 één album uit, Stop Drop and Roll !!!.
In 2009 vormde Armstrong een band genaamd Rodeo Queens, samen met leden van Green Day en NYC punkrocker Jesse Malin. Ze brachten één nummer uit, samen met een video, genaamd "Depression Times" .
In 2009 werd American Idiot uitgebracht als een Broadway-musical, ook American Idiot genoemd. De musical won twee Tony Awards. Armstrong verscheen in American Idiot in de rol van St. Jimmy voor twee keer eind 2010 en begin 2011.
In 2012 bracht Green Day een drietal albums uit: ¡Uno!, ¡Dos! en ¡Tré!. In 2013 verscheen Armstrong in seizoen 3 van NBC's The Voice als assistent-mentor voor het team van Christina Aguilera. In 2013 brachten Armstrong en singer-songwriter Norah Jones het album Foreverly uit, bestaande uit covers van nummers van het album Songs Our Daddy Taught Us van The Everly Brothers. De eerste single van het album, "Long Time Gone", werd uitgebracht op 23 oktober.
Armstrong werkte ook samen met de komische hiphopgroep Lonely Island in hun nummer "I Run NY" van The Wack Album dat op 7 juni 2013 werd uitgebracht. Hij speelde naast Leighton Meester in de film Like Sunday, Like Rain uit 2014. Voor zijn werk in de film won Bilie Joe de Breakout Performance Award op het Williamsburg Independent Film Festival 2014. Armstrong schreef liedjes voor These Paper Bullets, een rockmuzikale bewerking van Much Ado About Nothing, die in maart 2014 in première ging in het Yale Repertory Theatre.
In 2014 trad Armstrong toe tot The Replacements voor een aantal shows die op 19 april beginnen op Coachella. Frontman Paul Westerberg had last van rugklachten en bracht het grootste deel van het optreden op een bank door, terwijl Armstrong hielp zijn rol te spelen. Westerberg noemde Billie Joe een "uitbreiding van de band". Armstrong stond weer op het podium bij The Replacements op het Shaky Knees-muziekfestival in Atlanta in mei dat jaar.
In november 2014 verhuisde Armstrong met zijn zoon Joey naar New York en begon te werken aan een andere acteerrol in de film Ordinary World. Het was Armstrongs eerste hoofdrol. De film draait om de midlifecrisis van een echtgenoot en vader die probeert zijn punkverleden opnieuw te bekijken, en werd uitgebracht in 2016. Het bevatte nieuwe liedjes geschreven en uitgevoerd door Armstrong. De film kreeg gemengde recensies, hoewel Armstrongs eigen optreden over het algemeen werd geprezen, terwijl The Village Voice schreef dat hij "een ingetogen charme had die suggereerde dat hij, als hij dat wilde, tussen optredens meer optredens op het scherm zou kunnen krijgen".
In oktober 2016 bracht Green Day hun nieuwste album uit, Revolution Radio. In juli 2017 werd aangekondigd dat Armstrong een supergroep vormde met Tim Armstrong van Rancid. Toepasselijk genaamd The Armstrongs.
In april 2018 vormde Armstrong de rockband The Longshot en op 20 april bracht de band hun debuutstudio-album Love Is For Losers uit. Kort daarna kondigde Armstrong aan dat hij en The Longshot aan een zomertour zouden beginnen. Afgezien van Armstrong bestaat de line-up van de band uit Kevin Preston en David S. Field van de band Prima Donna op respectievelijk lead gitaar en drums, en langdurig Green Day live-lid Jeff Matika op bass.
In 2019 schreef en speelde Billie Joe het nummer ''Strangers and Thieves'' op het album Sunset Kids van Jesse Malin.

## Instrumenten
Armstrongs eerste akoestische gitaar was een rode Hohner, die zijn vader voor hem gekocht had. Zijn eerste elektrische gitaar was een Fender stratocaster-duplicaat, die hij de bijnaam Blue gaf. Deze kreeg hij op zijn 10de van zijn moeder (in tegenstelling tot wat veel mensen beweren: van zijn vader). Deze gitaar gebruikt Armstrong nog steeds wel eens tijdens live-optredens en is te zien in muziekvideo's van bijvoorbeeld Longview,Minority,Basket Case en Geek Stink Breath
Vandaag de dag gebruikt Armstrong voornamelijk gitaren van Gibson en Fender. Twintig van zijn Gibson-gitaren zijn Les Paul Junior-modellen van midden tot eind jaren vijftig. Zijn Fender-collectie omvat: Stratocaster, Jazzmaster, Telecaster, een Gretsch hollowbody, Rickenbacker 360 en zijn exemplaren van "Blue" van Fender Custom Shop. Onlangs is hij begonnen met het weggeven van gitaren aan toehoorders die zijn uitgenodigd om op het podium te spelen met Green Day, meestal tijdens de nummers "Knowledge" of "Longview". Hij zegt dat zijn favoriete gitaar een Gibson Les Paul Junior uit 1956 is die hij "Floyd" noemt. Hij kocht deze gitaar in 2000 net voordat hij het album Warning opnam.
Naast gitaar speelt Armstrong ook mondharmonica, mandoline, piano, drums en basgitaar.

## Privéleven
Billie Joe Armstrong heeft in 1995 tegen tijdschrift The Advocate verklaard biseksueel te zijn. Hij zei hier het volgende over: "Ik denk dat ik altijd al biseksueel ben geweest. Ik bedoel, het is iets waar ik altijd al in geïnteresseerd ben geweest. Volgens mij is iedereen biseksueel geboren, maar zorgen de maatschappij en onze ouders ervoor dat het een taboe is. Het is in ons hoofd ingeworteld dat het slecht is terwijl dat helemaal niet zo is. Het is zelfs iets heel moois!
In 1990 ontmoette Armstrong Adrienne Nesser (zus van professionele skateboarder Steve Nesser) tijdens een van de optredens van Green Day in Minneapolis, Minnesota. Ze trouwden op 2 juli 1994; de dag na hun huwelijk ontdekte Adrienne dat ze zwanger was. De zoon van Armstrong, Joseph Marciano "Joey" Armstrong, geboren op 28 februari 1995, speelt momenteel drums in de in Oakland gevestigde band SWMRS. De tweede zoon van Billie Joe, Jakob Danger Armstrong (geboren 12 september 1998), is een gitarist en singer-songwriter die zijn eerste materiaal online uitbracht in 2015 en momenteel speelt met de band Mt. Eddy. In een interview met Rolling Stone in februari 2014 beschreef Armstrong hoe zijn plotselinge huwelijk en het krijgen van een zoon 'krankzinnig' was en zei: 'Ik was toen erg impulsief. Ik denk dat impulsief gedrag bedoeld was om de chaos in mijn leven tegen te gaan.'

## Politieke opvattingen
Zoals vaker in punkrock laat Armstrong zijn politieke opvattingen sterk horen, bijvoorbeeld in het nummer American idiot waar hij kritiek heeft op president George W. Bush.
Tijdens de Amerikaanse presidentsverkiezingen van 2008 en 2012 steunde Armstrong de Democratische presidentskandidaat (en latere president) Barack Obama. In de verkiezingen van 2016 steunde Armstrong de Democratische presidentskandidaat Bernie Sanders. Na Sanders' verlies in 2016 als kandidaat voor de democratische partij betuigde Armstrong zijn steun voor voormalig First Lady Hillary Clinton. Billie Joe Armstrong en zijn mede-bandleden zijn sinds zijn aanstelling als president al zeer kritisch op president Donald J. Trump. Zo noemde Armstrong hem een ''fascist'', ''Pop van de Illuminati'' en ''Ziek en ongeschikt als president''. Hoewel Armstrong de afgelopen jaren altijd zijn steun uitsprak voor leden van de Democratische Partij ziet hij zichzelf als onafhankelijk.
- Biblioteca Nacional de España: XX1488322
- Bibliothèque nationale de France: cb16777455q (data)
- Gemeinsame Normdatei: 1046225367
- International Standard Name Identifier: 0000 0001 1494 3892
- Library of Congress Control Number: no99085546
- MusicBrainz: 5d06fe54-485a-4a07-b506-5f6f719448cb
- Nationale Bibliotheek van Tsjechië: js20060303002
- Nederlandse Thesaurus van Auteursnamen: 353199508
- Système universitaire de documentation: 182323765
- Trove: 1470501
- Virtual International Authority File: 84246660
- WorldCat: E39PBJqBpT4R3PCkP88c9g7GpP